# Équipe de Serbie-et-Monténégro masculine de handball
 (août 2024).
Si vous disposez d'ouvrages ou d'articles de référence ou si vous connaissez des sites web de qualité traitant du thème abordé ici, merci de compléter l'article en donnant les références utiles à sa vérifiabilité et en les liant à la section « Notes et références ».
L'équipe de Serbie-et-Monténégro masculine de handball était une équipe de handball représentant la Fédération de Serbie-et-Monténégro de handball lors des compétitions internationales, notamment aux tournois olympiques et aux championnats du monde. Elle a existé de la fin de la Yougoslavie en 1992 jusqu'en 2006, d'abord sous le nom d'équipe de RF Yougoslavie de handball jusqu'en février 2003, puis sous le nom d'équipe de Serbie-et-Monténégro de handball.
Depuis 2006, la Serbie et le Monténégro étant devenus des états indépendants, cette sélection est remplacée par deux nouvelles équipes :
- Équipe du Monténégro masculine de handball
- Équipe de Serbie masculine de handball

## Palmarès
Championnat du monde
- (1999, 2001)

Championnat d'Europe
- (1996)

## Parcours détaillé
| Édition     | Tour                      | Rang                      | J                         | V                         | N                         | D                         | BP                        | BC                        | Diff                      |
| ----------- | ------------------------- | ------------------------- | ------------------------- | ------------------------- | ------------------------- | ------------------------- | ------------------------- | ------------------------- | ------------------------- |
| 1972 à 1992 | Voir Yougoslavie          | Voir Yougoslavie          | Voir Yougoslavie          | Voir Yougoslavie          | Voir Yougoslavie          | Voir Yougoslavie          | Voir Yougoslavie          | Voir Yougoslavie          | Voir Yougoslavie          |
| 1996        | Non qualifié              | Non qualifié              | Non qualifié              | Non qualifié              | Non qualifié              | Non qualifié              | Non qualifié              | Non qualifié              | Non qualifié              |
| 2000        | Non qualifié              | Non qualifié              | Non qualifié              | Non qualifié              | Non qualifié              | Non qualifié              | Non qualifié              | Non qualifié              | Non qualifié              |
| 2004        | Match pour la 3e place    | 4e/16                     | 8                         | 4                         | 0                         | 4                         | 204                       | 203                       | 1                         |
| depuis 2008 | Voir Serbie ou Monténégro | Voir Serbie ou Monténégro | Voir Serbie ou Monténégro | Voir Serbie ou Monténégro | Voir Serbie ou Monténégro | Voir Serbie ou Monténégro | Voir Serbie ou Monténégro | Voir Serbie ou Monténégro | Voir Serbie ou Monténégro |
| Total       | 1 / 3                     | 0 titre                   | 8                         | 4                         | 0                         | 4                         | 204                       | 203                       | 1                         |

| Édition     | Tour                                                 | Rang                                                 | J                                                    | V                                                    | N                                                    | D                                                    | BP                                                   | BC                                                   | Diff                                                 |
| ----------- | ---------------------------------------------------- | ---------------------------------------------------- | ---------------------------------------------------- | ---------------------------------------------------- | ---------------------------------------------------- | ---------------------------------------------------- | ---------------------------------------------------- | ---------------------------------------------------- | ---------------------------------------------------- |
| 1954 à 1990 | Voir Yougoslavie                                     | Voir Yougoslavie                                     | Voir Yougoslavie                                     | Voir Yougoslavie                                     | Voir Yougoslavie                                     | Voir Yougoslavie                                     | Voir Yougoslavie                                     | Voir Yougoslavie                                     | Voir Yougoslavie                                     |
| 1993        | La Yougoslavie, qualifiée, a été suspendue par l'IHF | La Yougoslavie, qualifiée, a été suspendue par l'IHF | La Yougoslavie, qualifiée, a été suspendue par l'IHF | La Yougoslavie, qualifiée, a été suspendue par l'IHF | La Yougoslavie, qualifiée, a été suspendue par l'IHF | La Yougoslavie, qualifiée, a été suspendue par l'IHF | La Yougoslavie, qualifiée, a été suspendue par l'IHF | La Yougoslavie, qualifiée, a été suspendue par l'IHF | La Yougoslavie, qualifiée, a été suspendue par l'IHF |
| 1995        | N'a pas participé aux phases de qualification        | N'a pas participé aux phases de qualification        | N'a pas participé aux phases de qualification        | N'a pas participé aux phases de qualification        | N'a pas participé aux phases de qualification        | N'a pas participé aux phases de qualification        | N'a pas participé aux phases de qualification        | N'a pas participé aux phases de qualification        | N'a pas participé aux phases de qualification        |
| 1997        | 1/8 de finale                                        | 9e/24                                                | 6                                                    | 4                                                    | 0                                                    | 2                                                    | 162                                                  | 148                                                  | 14                                                   |
| 1999        | Match pour la 3e place                               | /24                                                  | 9                                                    | 6                                                    | 1                                                    | 2                                                    | 257                                                  | 221                                                  | 36                                                   |
| 2001        | Match pour la 3e place                               | /24                                                  | 9                                                    | 7                                                    | 0                                                    | 2                                                    | 254                                                  | 182                                                  | 72                                                   |
| 2003        | Match pour la 7e place                               | 8e/24                                                | 9                                                    | 5                                                    | 1                                                    | 3                                                    | 263                                                  | 228                                                  | 35                                                   |
| 2005        | Match pour la 5e place                               | 5e/24                                                | 9                                                    | 5                                                    | 2                                                    | 2                                                    | 253                                                  | 221                                                  | 32                                                   |
| depuis 2007 | Voir Serbie ou Monténégro                            | Voir Serbie ou Monténégro                            | Voir Serbie ou Monténégro                            | Voir Serbie ou Monténégro                            | Voir Serbie ou Monténégro                            | Voir Serbie ou Monténégro                            | Voir Serbie ou Monténégro                            | Voir Serbie ou Monténégro                            | Voir Serbie ou Monténégro                            |
| Total       | 5 / 7                                                | 0 titre                                              | 42                                                   | 27                                                   | 4                                                    | 11                                                   | 1189                                                 | 1000                                                 | 189                                                  |

| Édition     | Tour                                          | Rang                                          | J                                             | V                                             | N                                             | D                                             | BP                                            | BC                                            | Diff                                          |
| ----------- | --------------------------------------------- | --------------------------------------------- | --------------------------------------------- | --------------------------------------------- | --------------------------------------------- | --------------------------------------------- | --------------------------------------------- | --------------------------------------------- | --------------------------------------------- |
| 1994        | N'a pas participé aux phases de qualification | N'a pas participé aux phases de qualification | N'a pas participé aux phases de qualification | N'a pas participé aux phases de qualification | N'a pas participé aux phases de qualification | N'a pas participé aux phases de qualification | N'a pas participé aux phases de qualification | N'a pas participé aux phases de qualification | N'a pas participé aux phases de qualification |
| 1996        | Match pour la 3e place                        | /12                                           | 7                                             | 5                                             | 1                                             | 1                                             | 166                                           | 162                                           | 4                                             |
| 1998        | Match pour la 5e place                        | 5e/12                                         | 6                                             | 4                                             | 0                                             | 2                                             | 159                                           | 145                                           | 14                                            |
| 2000        | Non qualifié                                  | Non qualifié                                  | Non qualifié                                  | Non qualifié                                  | Non qualifié                                  | Non qualifié                                  | Non qualifié                                  | Non qualifié                                  | Non qualifié                                  |
| 2002        | Match pour la 9e place                        | 10e/16                                        | 6                                             | 2                                             | 1                                             | 3                                             | 160                                           | 161                                           | -1                                            |
| 2004        | Match pour la 7e place                        | 8e/16                                         | 7                                             | 3                                             | 1                                             | 3                                             | 206                                           | 199                                           | 7                                             |
| 2006        | Tour principal                                | 9e/16                                         | 6                                             | 2                                             | 0                                             | 4                                             | 161                                           | 177                                           | -16                                           |
| depuis 2008 | Voir Serbie ou Monténégro                     | Voir Serbie ou Monténégro                     | Voir Serbie ou Monténégro                     | Voir Serbie ou Monténégro                     | Voir Serbie ou Monténégro                     | Voir Serbie ou Monténégro                     | Voir Serbie ou Monténégro                     | Voir Serbie ou Monténégro                     | Voir Serbie ou Monténégro                     |
| Total       | 5 / 7                                         | 0 titre                                       | 32                                            | 16                                            | 3                                             | 13                                            | 852                                           | 844                                           | 8                                             |

## Joueurs célèbres
- Danijel Anđelković
- Mladen Bojinović
- Zoran Đorđić
- Momir Ilić
- Nikola Manojlović
- Dejan Perić
- Nenad Peruničić
- Danijel Šarić
- Dragan Škrbić
- Rastko Stefanovič
- Arpad Šterbik
- Goran Stojanović
- Alem Toskić
- Veselin Vujović

## Sélectionneurs
- Jezdimir Stanković (hr) : de 1992 à 1995
- Zoran Živković (1) : de 1995 à 1997
- Jovica Elezović (en) : en 1997
- Zoran Živković (2) : de 1997 à 2000
- Veselin Vujović : en 2000
- Branislav Pokrajac : de 2000 à 2001
- Zoran Živković (3) : de 2001 à 2002
- Zoran Kurteš (en) : de 2002 à 2003
- Veselin Vujović (2) : de 2003 à 2006
- Jovica Elezović (en) (2) : en 2006

### Confrontations contre la France
| Rencontres | Victoires | Nuls | Défaites | Buts pour | Buts contre | Différence |
| ---------- | --------- | ---- | -------- | --------- | ----------- | ---------- |
| 9 (+1)     | 5         | 0    | 4        | 198       | 204         | -6         |